# Новоукраїнка (Вугледарська міська громада)
Новоукраї́нка — село (до 2009 року — селище) Вугледарської міської громади Волноваського району Донецької області України. У селі мешкає 1523 особи (2001 рік).
Село засноване переселенцями з Полтавської та Катеринославської губернії у 1847 році.

## Загальні відомості
Відстань до райцентру становить близько 40 км і проходить переважно автошляхом Н15.
Землі села межують із територією сіл Максимівка,  с. Шахтарське Великоновосілківського району Донецької області.

## Населення
За даними перепису 2001 року населення села становило 1523 особи, з них 95,34 % зазначили рідною мову українську, 4,46 % — російську, 0,07 % — грецьку та білоруську мови.